# سسک سرسیاه

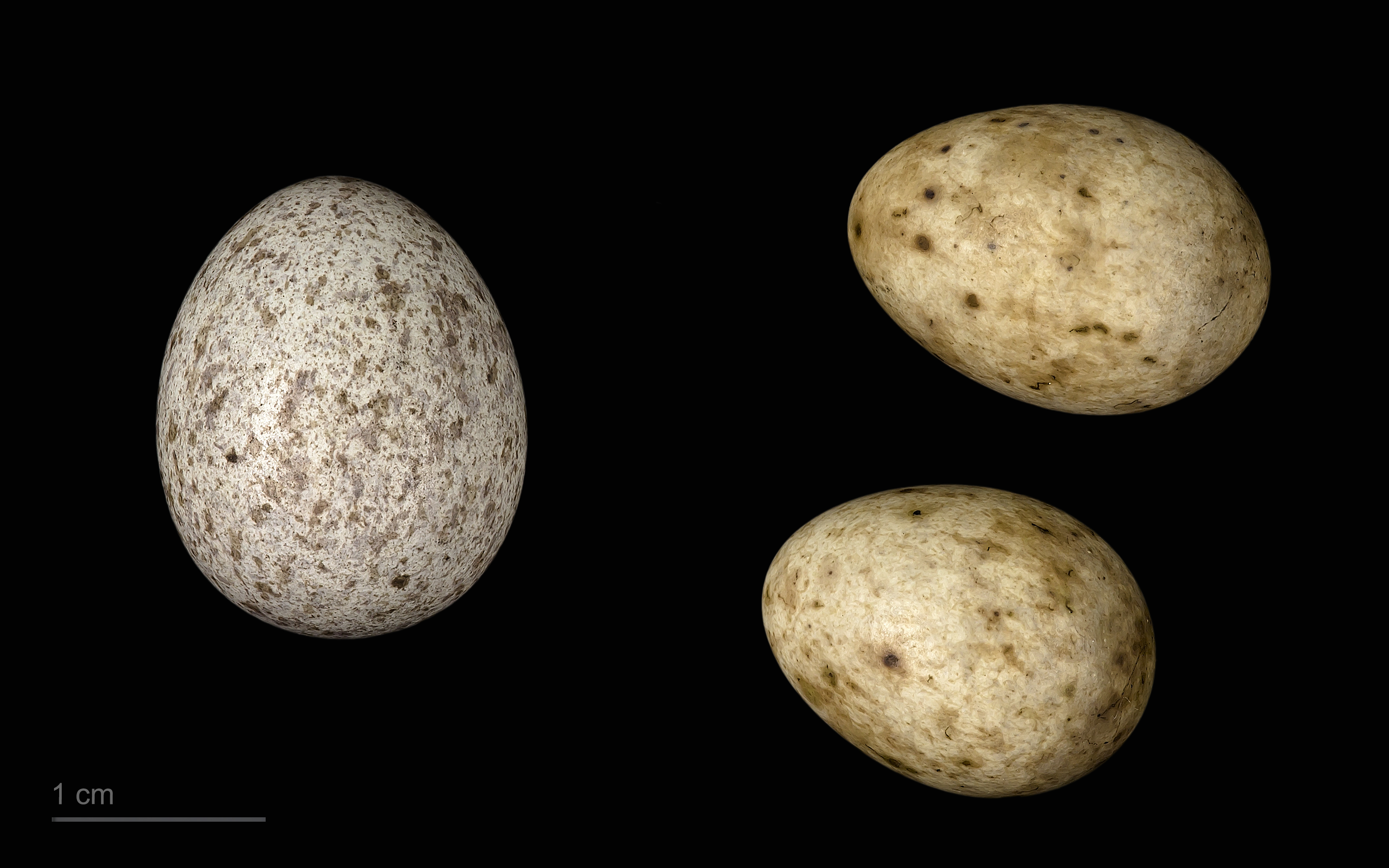
Cuculus canorus bangsi + Sylvia atricapilla

سسک سرسیاه (نام علمی: Sylvia atricapilla) نام یک گونه از سرده سسک‌های نمادین است.